# Argyrodiaptomus paggi
Argyrodiaptomus paggi is een eenoogkreeftjessoort uit de familie van de Diaptomidae. De wetenschappelijke naam van de soort is voor het eerst geldig gepubliceerd in 2007 door Previattelli & Santos-Silva.